# 400 mètres masculin aux championnats du monde d'athlétisme en salle 2024
Pour un article plus général, voir Championnats du monde d'athlétisme en salle 2024.
Navigation
2022 2025
L'épreuve du 400 mètres masculin des championnats du monde en salle de 2024 se déroule les 1 et 2 mars 2024 dans l'Emirates Arena de Glasgow, en Écosse.

## Résultats

### Séries
Les 2 premiers de chaque série (Q) et les 4 meilleurs temps (q) se qualifient pour les demi-finales
| Rang | Série | Couloir | Athlète           | Pays                        | Temps | Notes |
| ---- | ----- | ------- | ----------------- | --------------------------- | ----- | ----- |
| 1    | 2     | 6       | Matěj Krsek       | Tchéquie                    | 46.07 | Q     |
| 2    | 4     | 5       | Alexander Doom    | Belgique                    | 46.11 | Q     |
| 3    | 2     | 5       | Rusheen McDonald  | Jamaïque                    | 46.25 | Q, PB |
| 4    | 4     | 6       | João Coelho       | Portugal                    | 46.35 | Q, NR |
| 5    | 3     | 6       | Attila Molnár     | Hongrie                     | 46.52 | Q     |
| 6    | 1     | 6       | Karsten Warholm   | Norvège                     | 46.68 | Q, SB |
| 7    | 2     | 4       | Lucas Carvalho    | Brésil                      | 46.82 | q, PB |
| 8    | 2     | 2       | Franko Burraj     | Albanie                     | 46.86 | q, SB |
| 9    | 3     | 3       | Dubem Nwachukwu   | Nigeria                     | 46.91 | Q     |
| 10   | 3     | 4       | Omar Elkhatib     | Portugal                    | 46.99 | q, PB |
| 11   | 3     | 5       | Jereem Richards   | Trinité-et-Tobago           | 47.04 | q, SB |
| 12   | 1     | 3       | Rok Ferlan        | Slovénie                    | 47.04 | Q     |
| 13   | 1     | 4       | Jacory Patterson  | États-Unis                  | 47.04 |       |
| 14   | 4     | 3       | Brian Faust       | États-Unis                  | 47.11 |       |
| 15   | 3     | 1       | Michal Desenský   | Tchéquie                    | 47.48 |       |
| 16   | 4     | 2       | Artūrs Pastors    | Lettonie                    | 47.53 | PB    |
| 17   | 2     | 3       | Tomas Keršulis    | Lituanie                    | 47.92 |       |
| 18   | 4     | 4       | Lucas Vilar       | Brésil                      | 47.92 |       |
| 19   | 1     | 1       | Graham Pellegrini | Malte                       | 48.00 |       |
| 20   | 1     | 2       | Ibrahim Ayorinde  | Canada                      | 48.05 |       |
| 21   | 4     | 1       | Malique Smith     | Îles Vierges des États-Unis | 49.68 | SB    |
| 22   | 3     | 2       | Rashid Moiwa      | Sierra Leone                | 53.48 | NR    |
|      | 1     | 5       | Kentarō Satō      | Japon                       |       | DNS   |

### Demi-finales
Les 3 premiers de chaque série (Q) se qualifient pour la finale.
| Rang | Série | Couloir | Athlète          | Pays              | Temps | Notes |
| ---- | ----- | ------- | ---------------- | ----------------- | ----- | ----- |
| 1    | 1     | 6       | Alexander Doom   | Belgique          | 45.69 | Q, PB |
| 2    | 2     | 6       | Karsten Warholm  | Norvège           | 45.86 | Q, SB |
| 3    | 1     | 4       | João Coelho      | Portugal          | 45.98 | Q, NR |
| 4    | 2     | 4       | Rusheen McDonald | Jamaïque          | 46.02 | Q, PB |
| 5    | 1     | 5       | Attila Molnár    | Hongrie           | 46.08 | Q, NR |
| 6    | 2     | 5       | Matěj Krsek      | Tchéquie          | 46.48 | Q     |
| 7    | 2     | 3       | Rok Ferlan       | Slovénie          | 46.61 | PB    |
| 8    | 1     | 1       | Jereem Richards  | Trinité-et-Tobago | 46.64 | SB    |
| 9    | 1     | 3       | Dubem Nwachukwu  | Nigeria           | 46.69 |       |
| 10   | 2     | 2       | Lucas Carvalho   | Brésil            | 47.38 |       |
| 11   | 1     | 2       | Franko Burraj    | Albanie           | 47.78 |       |
| 12   | 2     | 1       | Omar Elkhatib    | Portugal          | 47.78 |       |

### Finale
| Rang               | Couloir | Athlète          | Pays     | Temps | Notes |
| ------------------ | ------- | ---------------- | -------- | ----- | ----- |
| Médaille d'or      | 6       | Alexander Doom   | Belgique | 45.25 | NR    |
| Médaille d'argent  | 5       | Karsten Warholm  | Norvège  | 45.34 | SB    |
| Médaille de bronze | 4       | Rusheen McDonald | Jamaïque | 45.65 | PB    |
| 4                  | 3       | João Coelho      | Portugal | 45.86 | NR    |
| 5                  | 2       | Attila Molnár    | Hongrie  | 46.11 |       |
| 6                  | 1       | Matěj Krsek      | Tchéquie | 46.47 |       |

## Légende
Records et Performances
- AR : Record continental (area record)
- CR : Record des championnats (championship record)
- MR : Record du meeting (meet record)
- NR : Record national (national record)
- OR : Record olympique (olympic record)
- PR : Record paralympique (paralympic record)
- PB : Record personnel (personal best)
- SB : Meilleure performance personnelle de la saison (season's best)
- WL : Meilleure performance mondiale de l'année (world leader)
- WJR : Record du monde junior (world junior record)
- WR : Record du monde (world record)

Circonstances et Conditions
- DNF : N'a pas terminé (did not finish)
- DNS : N'a pas pris le départ (did not start)
- DQ : Disqualification (disqualification)
- NM : Aucun essai valable enregistré (No Mark)
- Q : Qualifié « directement » au prochain tour (ou à la prochaine compétition), lors d'une compétition majeure, grâce au classement ou à la réalisation des minima (automatic qualifier)
- q : Qualifié au prochain tour (ou à la prochaine compétition), lors d'une compétition majeure, grâce au repêchage ou à la réalisation de l'une des meilleures performances parmi celles des « non qualifiés directement » (grâce au meilleur temps ou à la meilleure distance par exemple) (secondary qualifier)